# قتل بالإشعاع
القتل بالإشعاع (بالإنجليزية: Radicidation) هو حالة معينة من تعريض الغذاء للإشعاع؛ حيث تكون جرعة الإشعاع المؤين المطبقة على الطعام كافية لتقليل عدد البكتيريا المسببة للأمراض غير المسببة للبكتيريا إلى مستوى لا يمكن اكتشافه عندما يتم فحص الطعام المعالج من قبل أي طريقة معترف بها،الجرعة المطلوبة هي في حدود 2 - 8 كيلوجراي(kGy).

## استخدام المصطلح
يمكن أن ينطبق مصطلح القتل بالإشعاع على تدمير الطفيليات مثل الدودة الشريطية و دودة الخنزير في اللحوم، وفي هذه الحالة تكون الجرعة المطلوبة في حدود 0.1 إلى 1 kGy. عندما تُستخدم هذه العملية على وجه التحديد لتدمير الكائنات المعوية المسببة للعدوى التي تنتمي إلى جنس السلمونيلا، يشار إليها باسم إشعاع السلمونيلا. ومصطلح "Radicidation" بمعنى القتل بالإشعاع مشتق من كلمة "radiation" بالإنجليزية، وتعني كلمة "Ceadere" (الإشعاع) باللاتينية القتل.